# ベストディール
ベストディールは日本の競走馬。おもな勝ち鞍は2012年の京成杯。馬名の由来は「最高の取引」。

## 経歴
2011年8月14日、札幌競馬場芝1800メートルの新馬戦で蛯名正義を鞍上に迎えてデビューし2番人気に支持され、先行抜け出して勝利した。次走の札幌2歳ステークスでは直線伸びきれず、育成時代の仲間でもあったグランデッツァの4着に敗れるが、間隔開けて3走目の東京の百日草特別は好位追走から直線抜け出して2勝目を飾った。
3歳を迎えた2012年初戦として京成杯に出走し、レースでは中団からの競馬となり最後の直線でマイネルロブストを差しきり、重賞初制覇を果たした。京成杯と同じ中山競馬場芝2000メートルの条件である皐月賞を見据えた予行演習と捉えられたが、次走予定の弥生賞は直前の追い切りが納得いくものではなく回避し、皐月賞も体調整わず回避。東京優駿を見据えたローテーションに組み替えられたものの、体調が戻ることなく回避して春のクラシック戦線からは完全に離脱することとなった。その後、9月のセントライト記念で復帰し3番人気に迎えられたがフェノーメノの11着。暮れのディセンバーステークスもベールドインパクトの11着に敗れた。
古馬となった2013年以降も調子は戻らず、1月のニューイヤーステークスに出走予定だったが、左前肢膝の裏に腫れが出たため回避。その後は降級となった1600万条件でも惨敗を繰り返し、1勝も挙げられないまま2014年9月27日付けで競走馬登録を抹消され、引退後は茨城県のセント乗馬クラブで乗馬となる。

## 競走成績
以下の内容は、netkeiba.comおよびJBISサーチに基づく。
| 競走日     | 競馬場 | 競走名           | 格   | 距離（馬場）  | 頭 数 | 枠 番 | 馬 番 | オッズ （人気） | 着順 | タイム （上り3F） | 着差 | 騎手     | 斤量 （kg） | 1着馬/（2着馬）      |
| ---------- | ------ | ---------------- | ---- | ------------- | ----- | ----- | ----- | --------------- | ---- | ----------------- | ---- | -------- | ----------- | -------------------- |
| 2011.08.14 | 札幌   | 2歳新馬          |      | 芝1800m（良） | 13    | 8     | 12    | 03.40（2人）    | 01着 | 01:52.0（34.8）   | -0.2 | 蛯名正義 | 54          | (ドリームキャプテン) |
| 0000.10.01 | 札幌   | 札幌2歳S         | GIII | 芝1800m（稍） | 13    | 6     | 8     | 09.90（3人）    | 04着 | 01:51.2（36.5）   | -0.4 | 横山典弘 | 55          | グランデッツァ       |
| 0000.11.05 | 東京   | 百日草特別       | 500  | 芝1800m（良） | 9     | 5     | 5     | 02.00（1人）    | 01着 | 01:48.5（33.7）   | -0.3 | 蛯名正義 | 55          | (クラウドチェンバー) |
| 2012.01.15 | 中山   | 京成杯           | GIII | 芝2000m（良） | 16    | 4     | 8     | 04.50（2人）    | 01着 | 02:00.6（34.5）   | -0.1 | 蛯名正義 | 56          | (マイネルロブスト)   |
| 0000.09.17 | 中山   | セントライト記念 | GII  | 芝2200m（良） | 17    | 1     | 1     | 08.50（3人）    | 11着 | 02:12.0（35.0）   | -1.2 | 内田博幸 | 56          | フェノーメノ         |
| 0000.12.15 | 中山   | ディセンバーS    | OP   | 芝1800m（稍） | 15    | 8     | 14    | 07.70（3人）    | 11着 | 01:48.7（36.1）   | -0.9 | 蛯名正義 | 55          | ベールドインパクト   |
| 2013.05.18 | 東京   | メイS            | OP   | 芝1800m（良） | 18    | 8     | 16    | 043.5（11人）   | 16着 | 01:47.1（34.7）   | -1.9 | 丸山元気 | 56          | タムロスカイ         |
| 0000.10.05 | 京都   | 大原S            | 1600 | 芝2000m（良） | 10    | 7     | 8     | 027.00（8人）   | 10着 | 02:00.1（34.7）   | -0.9 | 国分優作 | 57          | トリップ             |
| 0000.12.08 | 中山   | 美浦S            | 1600 | 芝1800m（良） | 10    | 7     | 7     | 032.50（7人）   | 06着 | 01:49.0（34.5）   | -0.8 | 大野拓弥 | 57          | レッドレイヴン       |
| 2014.01.19 | 中山   | 初富士S          | 1600 | 芝1800m（良） | 14    | 6     | 10    | 016.10（7人）   | 12着 | 01:48.6（36.7）   | -1.1 | 大野拓弥 | 57          | フェスティヴタロー   |
| 0000.03.09 | 中山   | 上総S            | 1600 | ダ1800m（良） | 13    | 8     | 12    | 036.00（7人）   | 12着 | 01:56.2（38.8）   | -1.9 | 大野拓弥 | 57          | ビンテージチャート   |
| 0000.07.12 | 福島   | 天の川S          | 1600 | 芝1800m（良） | 14    | 8     | 13    | 042.4（12人）   | 10着 | 01:47.3（35.9）   | -0.6 | 内田博幸 | 57          | フィロパトール       |
| 0000.08.02 | 新潟   | 佐渡S            | 1600 | 芝2000m（良） | 16    | 3     | 6     | 055.4（12人）   | 13着 | 02:00.4（36.9）   | -2.3 | 内田博幸 | 56          | ウイングドウィール   |

## 血統表
| ベストディールの血統                   | ベストディールの血統                                 | ベストディールの血統      | （血統表の出典）          | （血統表の出典）        |
| 父系                                   | ヘイロー系                                           | ヘイロー系                | ヘイロー系                | [ § 2 ]                 |
| 父 ディープインパクト 2002 鹿毛        | 父の父*サンデーサイレンス Sunday Silence 1986 青鹿毛 | Halo                      | Hail to Reason            | Hail to Reason          |
| 父 ディープインパクト 2002 鹿毛        | 父の父*サンデーサイレンス Sunday Silence 1986 青鹿毛 | Halo                      | Cosmah                    |                         |
| 父 ディープインパクト 2002 鹿毛        | 父の父*サンデーサイレンス Sunday Silence 1986 青鹿毛 | Wishing Well              | Understanding             | Understanding           |
| 父 ディープインパクト 2002 鹿毛        | 父の父*サンデーサイレンス Sunday Silence 1986 青鹿毛 | Wishing Well              | Mountain Flower           |                         |
| 父 ディープインパクト 2002 鹿毛        | 父の母*ウインドインハーヘア 1991 鹿毛                | Alzao                     | Lyphard                   | Lyphard                 |
| 父 ディープインパクト 2002 鹿毛        | 父の母*ウインドインハーヘア 1991 鹿毛                | Alzao                     | Lady Rebecca              |                         |
| 父 ディープインパクト 2002 鹿毛        | 父の母*ウインドインハーヘア 1991 鹿毛                | Burghclere                | Busted                    | Busted                  |
| 父 ディープインパクト 2002 鹿毛        | 父の母*ウインドインハーヘア 1991 鹿毛                | Burghclere                | Highclere                 |                         |
| 母 *コマーサント Commercante 2000 鹿毛 | 母の父Marchand de Sable 1990 黒鹿毛                  | Theatrical                | Nureyev                   | Nureyev                 |
| 母 *コマーサント Commercante 2000 鹿毛 | 母の父Marchand de Sable 1990 黒鹿毛                  | Theatrical                | *ツリーオブノレッジ       |                         |
| 母 *コマーサント Commercante 2000 鹿毛 | 母の父Marchand de Sable 1990 黒鹿毛                  | Mercantile                | Kenmare                   | Kenmare                 |
| 母 *コマーサント Commercante 2000 鹿毛 | 母の父Marchand de Sable 1990 黒鹿毛                  | Mercantile                | Mercuriale                |                         |
| 母 *コマーサント Commercante 2000 鹿毛 | 母の母Deception 1993 鹿毛                            | Tropular                  | Troy                      | Troy                    |
| 母 *コマーサント Commercante 2000 鹿毛 | 母の母Deception 1993 鹿毛                            | Tropular                  | Popular Win               |                         |
| 母 *コマーサント Commercante 2000 鹿毛 | 母の母Deception 1993 鹿毛                            | Blushing Oak              | *クリスタルグリッターズ   | *クリスタルグリッターズ |
| 母 *コマーサント Commercante 2000 鹿毛 | 母の母Deception 1993 鹿毛                            | Blushing Oak              | Oak Wand F-No.1           |                         |
| 母系(F-No.)                            | コマーサント(FR)系(FN:1)                             | コマーサント(FR)系(FN:1)  | コマーサント(FR)系(FN:1)  | [ § 3 ]                 |
| 5代内の近親交配                        | Northern Dancer 5×5=6.25%                            | Northern Dancer 5×5=6.25% | Northern Dancer 5×5=6.25% | [ § 4 ]                 |
| 出典                                   | 1. 2. 3. 4.                                          | 1. 2. 3. 4.               | 1. 2. 3. 4.               | 1. 2. 3. 4.             |

- 母はフランス産でフランスのGIII・プシシェ賞を勝ち、カナダのGI・E.P.テイラーステークスを勝ち、アメリカGI・フラワーボウル招待ステークスを2着に入っている[3]。